# David Widder
David Vernon Widder (* 25. März 1898 in Harrisburg; † 8. Juli 1990) war ein US-amerikanischer Mathematiker, der sich mit Analysis beschäftigte.

## Leben
Widder studierte ab 1916 an der Harvard University (unter anderem bei Maxime Bôcher), wo er 1920, nach Unterbrechung als Rechner am Ballistikforschungsinstitut der US-Armee Aberdeen Proving Ground im Ersten Weltkrieg, „magna cum laude“ graduierte (Bachelor). 1921 war er mit einem Stipendium in Europa (Frankreich, Italien, England), 1923 machte er in Harvard seinen Master-Abschluss. 1924 wurde er bei George David Birkhoff (sein Mentor Bocher erlag 1918 der weltweiten Grippe-Epidemie) promoviert (Theorems of Mean Value and Trigonometric Interpolation). Er unterrichtete danach am Bryn Mawr College (unterbrochen von weiteren Studien am Rice Institute in Houston und der University of Chicago), wo er Professor und Vorsitzender der mathematischen Fakultät wurde. 1931 wurde er Assistant Professor in Harvard, wo er 1937 Professor wurde. 1932 wurde Widder in die American Academy of Arts and Sciences gewählt. In den schwierigen Kriegsjahren 1942 bis 1948, als viele Professoren ausfielen und die Universität mit dem Unterricht in elementarer Mathematik für die US-Militärs ausgelastet war, war er dort Vorsitzender der mathematischen Fakultät. Seine letzte Arbeit veröffentlichte er 1979.
Widder beschäftigte sich (ähnlich wie in Deutschland Gustav Doetsch) vor allem mit der Theorie der Laplacetransformation und deren Erweiterungen, wobei er insbesondere Verbindungen zur Theorie der Dirichletreihen verfolgte. Er studierte auch die Anwendungen der Laplacetransformation in wichtigen Differentialgleichungen der mathematischen Physik wie der Wärmeleitungsgleichung.
Buck war Mitgründer des Duke Mathematical Journal. Er schrieb auch ein seinerzeit bekanntes Analysis Lehrbuch.
Zu seinen Doktoranden zählen R. Creighton Buck, Ralph Boas, Harry Pollard und Donald Newman. Er war seit 1939 mit der Mathematikerin Vera Ames verheiratet, die wie er auch passionierte Klavierspielerin war.

## Schriften
- Advanced Calculus, Prentice Hall 1947, Dover 1989
- The Laplace transform, Princeton University Press, Oxford University Press 1941
- An introduction to transform theory, Academic Press 1971
- The heat equation, Academic Press 1975
- mit Isidore Isaac Hirschman: The convolution transform, Princeton University Press 1955, Dover 2005